# 神明駅 (北海道)
神明駅（しんめいえき）は、かつて北海道檜山郡上ノ国町字神明にあった北海道旅客鉄道（JR北海道）江差線の駅（廃駅）である。事務管理コードは▲141412。

## 歴史

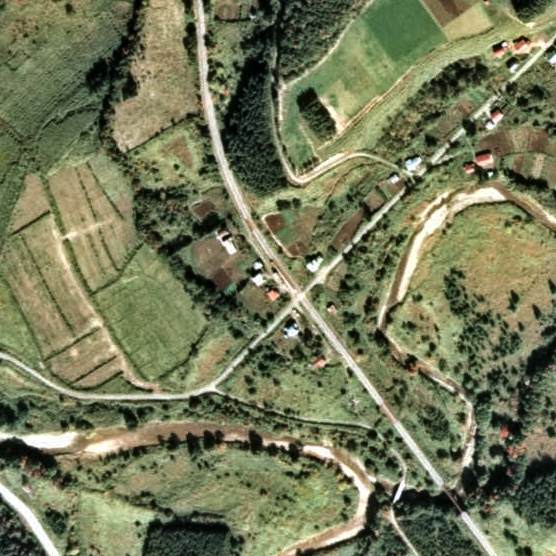
1976年の神明駅と周囲約500m範囲。左が江差方面。

- 1957年（昭和32年）1月25日：日本国有鉄道（国鉄）江差線の駅として開業[3]。気動車の旅客のみ取扱う駅員無配置駅[4]。
- 1987年（昭和62年）4月1日：国鉄分割民営化により北海道旅客鉄道（JR北海道）に継承[3]。
- 2014年（平成26年）5月12日：江差線の木古内駅 - 江差駅間の廃止に伴い廃駅[5]。

### 駅名の由来
駅付近に「神明の沢」と称する川が流れており、戦後入植で人が住むようになって「神明」と命名された。

## 駅構造
単式ホーム1面1線を有する地上駅。駅舎はなく、ホーム脇に古い待合所が設置されていた。開業から廃止まで、江差駅管理の無人駅であった。

## 利用状況
| 乗車人員推移 | 乗車人員推移     |
| 年度         | 一日平均乗車人員 |
| ------------ | ---------------- |
| 2011         | 0                |
| 2012         | 0                |
| 2013         | 0                |

## 駅周辺
- 天の川
- 神明ノ沢川

## 駅跡
2018年7月現在、レールは残っているものの、プラットホームや待合室などは全て解体され、更地となっている。
函館バスの江差線廃止代替路線「江差木古内線」の停留所「神明」が駅跡に設置されている。当駅跡は北海道道江差木古内線から離れているがバスは両方向とも当駅跡まで乗り入れ折り返す

## 隣の駅
北海道旅客鉄道（JR北海道）
江差線
吉堀駅 - 神明駅 - 湯ノ岱駅